# 카페스토리웨이
카페스토리웨이(CafeStoryWay)는 코레일유통 "https://www.korailretail.com/"에서 운영하는 직영 카페 브랜드이다. 2011년 12월 부산역 1호점을 시작으로 현재 11개 매장을 운영중이다.